# Microsorum monstrosum
Microsorum monstrosum är en stensöteväxtart som först beskrevs av Edwin Bingham Copeland, och fick sitt nu gällande namn av Edwin Bingham Copeland. Microsorum monstrosum ingår i släktet Microsorum och familjen Polypodiaceae. Inga underarter finns listade.